# Mizhi
Mizhi (en chino, 米脂; pinyin, Mǐzhī) es un condado  bajo la administración directa de la Prefectura Yulin en la Provincia de Shaanxi, República Popular China.  Su área es de km² y su población total para 2010 superó los mil habitantes.

## Administración
Desde julio de 2020, el  Condado Mizhi se divide en 9 pueblos que se administran en 1 subdistrito y 8  poblados.